# Amoebidae
Amoebidae – rodzina ameb należących do supergrupy Amoebozoa w klasyfikacji Cavaliera-Smitha.
Należą tutaj następujące rodzaje:
- Amoeba
- Chaos
- Deuteramoeba
- Hydramoeba
- Parachaos
- Polychaos
- Trichamoeba